# El Criticón
El Criticón es una novela de Baltasar Gracián publicada en tres partes en 1651, 1653 y 1657. Está considerada como la obra maestra de su autor y como una de las cumbres de la narrativa filosófica española, junto al Quijote y La Celestina. El Criticón recoge y amplía toda su obra anterior en forma de ficción novelesca. Se la valora como la obra cumbre del conceptismo barroco español.
La obra adopta la forma de una gran alegoría que abarca toda la vida del hombre, representado en sus dos facetas de impulsivo e inexperto, Andrenio (del griego ἀνήρ, ἀνδρως [aner, andros]: ‘varón’, ‘hombre’); y el prudente y experimentado Critilo (del griego κρίνειν, κριτής o κριτικός [krínein, krités o kritikós]: respectivamente, ‘discernir’, ‘juez’, ‘capaz de juzgar’). Es la obra literaria que resume la visión filosófica del mundo de Gracián bajo la forma de una gran epopeya moral. En ella se unen invención y didactismo, erudición y estilo personal, desengaño y sátira social.
Tras sus anteriores tratados, Gracián proyecta una obra de fabulación que resuma su pensamiento y amplíe a la vez su espectro como creador. La novela fue escrita en sus años de plena madurez y contiene su visión final acerca del mundo y de la vida humana. Se trata de una mirada amarga y desolada, aunque su desengaño alberga una esperanza en los dos virtuosos protagonistas, que consiguen escapar a la mediocridad reinante alcanzando la fama eterna.
Su estilo supone la quintaesencia del conceptismo, y está presidido por la brevedad y la intensificación semántica de la lengua. Destaca el recurso de la antítesis y todo tipo de juegos de palabras junto con la abundancia de sentencias y máximas de origen culto o de proverbios y refranes populares que adecua a sus intenciones adaptándolos o transformándolos de modo original.
El autor exhibe constantemente una técnica perspectivista que desdobla la visión de las cosas según los criterios o puntos de vista de cada uno de los personajes, pero de forma antitética, y no plural como en Cervantes. La novela refleja, con todo, una visión pesimista de la sociedad, con la que se identificó uno de sus mejores lectores, el filósofo alemán del XIX Arthur Schopenhauer. Efectivamente El Criticón influyó notablemente en filósofos del ámbito germánico, como el citado Schopenhauer o Friedrich Nietzsche, y se ha visto a su autor como un precedente del existencialismo.

## Argumento
Un náufrago, Critilo, hombre experimentado, es arrojado a las costas de la isla de Santa Elena, donde conoce a Andrenio, el hombre natural, criado por un animal al margen de toda civilización, y a quien Critilo enseña a hablar. Andrenio le cuenta cómo nació en una cueva cerrada y tras un terremoto, vio la luz y la hermosa Naturaleza, comprendiendo que solo podía ser obra del Supremo Artífice. Son rescatados por una flota española y juntos comienzan una larga peregrinación alegórica en diversas etapas en la Corte de España, Francia y Roma en busca de Felisinda (la felicidad), esposa deseada por Critilo y madre de Andrenio, para al final de su vida alcanzar la Isla de la Inmortalidad.

## Estructura
Las tres partes del Criticón, publicadas en 1651, 1653 y 1657, constituyen una extensa novela alegórica de carácter filosófico; esta novela reúne en forma de ficción toda la trayectoria literaria de su autor. El Criticón conjuga la prosa didáctica y moral con la fabulación metafórica, y con ello, cada «crisi» (capítulo), alberga una doble lectura —si no más— en los planos real y filosófico. En ella se unen invención y didáctica, erudición y estilo personal, desengaño y sátira social.
En la Primera Parte, subtitulada «En la primavera de la niñez y en el estío de la juventud», los protagonistas Critilo y Andrenio se encuentran, cuentan sus peripecias vitales que les han llevado a conocerse en la isla de Santa Elena y emprenden viaje a España, comenzando por la Corte.

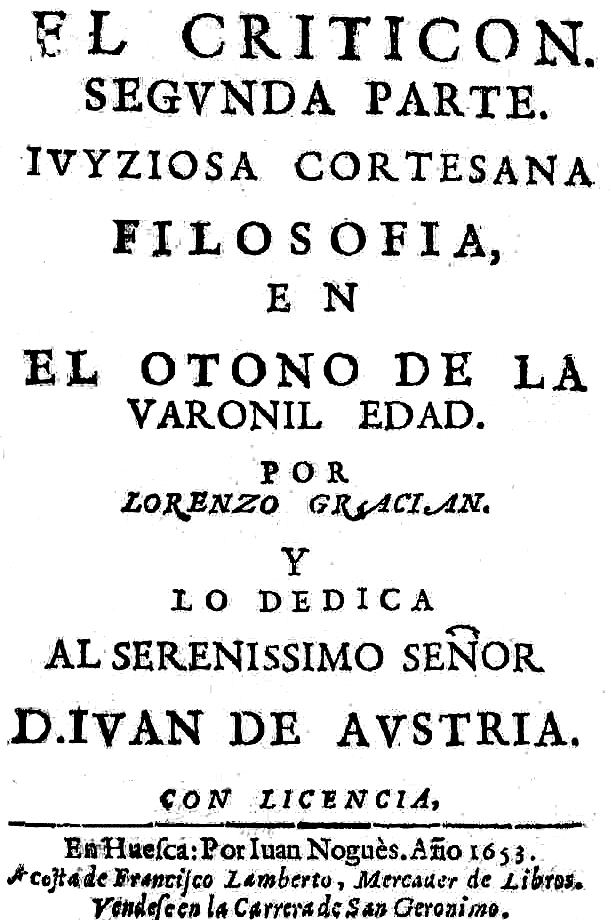
Segunda parte de El Criticón (1653).

La Segunda, que aparece con el epígrafe de «Juiciosa cortesana filosofía en el otoño de la varonil edad», transcurre por tierras de Aragón y Francia. En la Tercera Parte, titulada más llanamente «En el invierno de la vejez» entran por las tierras septentrionales de Alemania y acaban en la meca del peregrino cristiano, Roma, para ser anunciados a la muerte y llegar a la inmortalidad cruzando las aguas de tinta de la fama. Los tres volúmenes ofrecen un equilibrio estructural en lo externo muy notable. Las dos primeras partes están divididas en trece «Crisi(s)» (capítulos) cada una, y la tercera tiene doce.
El contenido del relato se configura temporalmente a través de un eje cronológico que comprende el ciclo vital del hombre, asociado a las estaciones del año, tal y como aparece esbozado en el último capítulo —Realce XXV— de El Discreto. Éste progresa de manera lineal, pero recorrido por constantes digresiones e interrupciones del hilo narrativo. En estos remansos aparecen cuadros alegóricos donde se da cuenta de todo un mundo de relaciones entre conceptos y figuras de la ficción.
Parece seguro que había un plan preconcebido, pues existen rasgos de un diseño previo en El Criticón al comprobar la simetría que supone que el arranque y desenlace de la obra sucedan en una isla. Es la misma tesis que recoge Ricardo Senabre, que apunta también la existencia de principios estructurales basados sobre todo en la antítesis. Esta se hace presente ya en los dos protagonistas medulares, Andrenio-Critilo, y recorre toda la obra, desde los distintos comportamientos que ante determinadas situaciones tienen cada uno de los protagonistas, hasta la abundancia de periodos bimembres en frases e incluso en la figura literaria de la anfibología. Por otro lado, si nos atenemos a los temas que recorren la obra, encontramos una recurrente antinomia entre el engaño y el desengaño, eje temático que estructura toda la narración.
En fin, Correa Calderón considera que El Criticón es una serie de cuadros alegóricos yuxtapuestos, que constituyen a modo de fantasías morales, enlazados tan solo por la andadura de sus dos protagonistas, al modo de lo que ocurre en los libros satíricos de la época, tal El Diablo Cojuelo, de Luis Vélez de Guevara, adoptando pues una estructura de pequeños módulos alegóricos independientes ensartados en el hilo del camino de los dos peregrinos.
Además de la alegoría, para tramar esta obra se sirve del ciclo de peregrinación de la novela bizantina, y de su construcción en serie episódica, por la multitud de peripecias y aventuras que sufren los personajes y de la estructura de novela picaresca por la visión satírica de la sociedad de sus personajes principales, Critilo, hombre juicioso que personifica el desengaño, y Andrenio, hombre natural que representa la inocencia y los impulsos primitivos.

## Fortuna y trascendencia

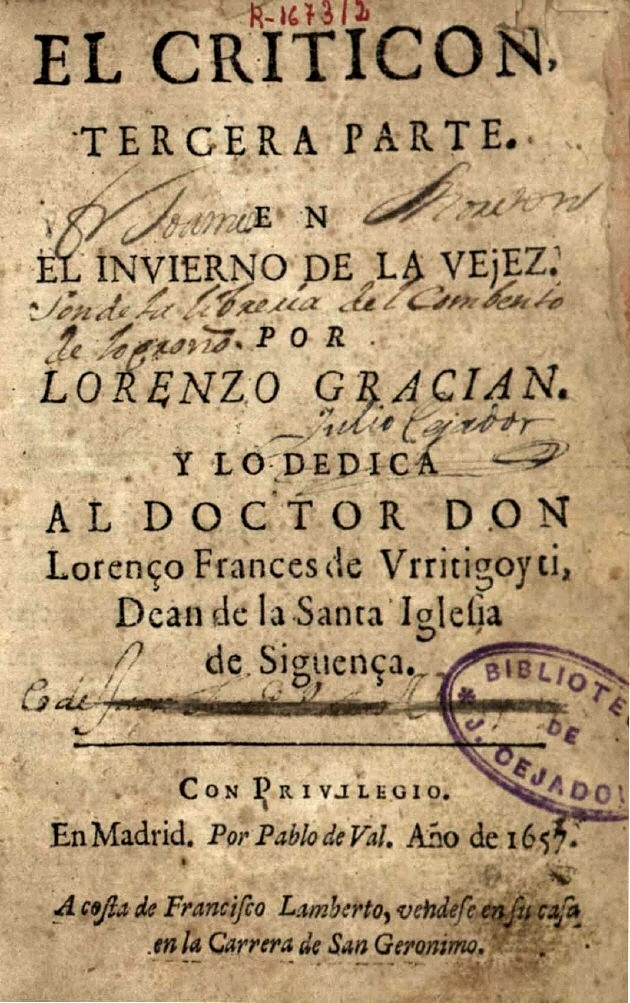
Edición princeps de la tercera parte de El Criticón (Madrid, 1657).